# Encarsia gallicola
Encarsia gallicola is een vliesvleugelig insect uit de familie Aphelinidae. De wetenschappelijke naam is voor het eerst geldig gepubliceerd in 1952 door Risbec.